# Paul Romer
Paul Michael Romer (* 6. listopadu 1955 Denver) je americký ekonom a profesor na Newyorské univerzitě. Společně s Williamem Nordhausem je spolulaureátem Nobelovy ceny za ekonomii v roce 2018. Průkopník teorie endogenního ekonomického růstu obdržel toto ocenění za zahrnutí technologických inovací do dlouhodobé makroekonomické analýzy.
Romer byl hlavním ekonomem Světové banky do své v rezignace v lednu 2018 v reakci na skandál spojený s manipulací umístění Chile v žebříčku Indexu snadnosti podnikání.
Před Newyorskou univerzitou vyučoval Romer ekonomii také na Chicagské univerzitě, Kalifornské univerzitě v Berkeley, Stanfordově univerzitě a Rochesterské univerzitě.

## Životopis
Otec Paula Romera je bývalý guvernér státu Colorado Roy Romer a jeho matka je Beatrice „Bea“ Miller. Má dvě sestry a čtyři bratry, jeden z nich, Chris Romer, je bývalý senátor za stát Colorado.
Promoval na soukromé škole Phillips Exeter Academy. Na Chicagské univerzitě obdržel v roce 1977 bakalářský titul (Bachelor of Science) v matematice, o rok později magisterský titul (Master of Arts) v ekonomii a v roce 1983 doktorský titul (PhD) též v ekonomii.
Mezi lety 1982 a 1988 byl asistenčním profesorem na Rochesterské univerzitě, poté profesorem na Chicagské univerzitě. V roce 1988 obdržel od nadace Alfred P. Sloan Foundation stipendium na výzkum.  V roce 1990 přešel učit na Kalifornskou univerzitu v Berkeley a roku 1996 na Stanfordovu univerzitu. Vedle toho byl Romer hlavním spolupracovníkem (Senior fellow) pro think tank Hoover Institution.
V roce 2000 založil Romer online vzdělávací platformu Aplia, pro vytváření tohoto start-upu si vzal o rok později tvůrčí volno. Roku 2007 prodal tento podnik Cengage Learning.
Od roku 2010 vyučuje Romer ekonomii na Stern School of Business, která je součástí Newyorské univerzity a do roku 2016 byl ředitelem tamějšího Marronova institutu pro městský management (Marron Institute of Urban Management).
Ve své disertační práci se Romer zabýval ekonomickým růstem a později se stal spoluzakladatelem teorie endogenního ekonomického růstu, jmenovitě prostřednictvím svého „Romerova modelu“. V roce 2015 vyvolal tzv. Mathiness polemiku o vědeckých postupech v makroekonomii.
Roku 2016 se stal Paul Romer hlavním ekonomem Světové banky. V lednu 2018 se vyjádřil, že se v žebříčku Indexu snadnosti podnikání, vytvářeným právě Světovou bankou, umisťovalo Chile zkresleně na horších příčkách. S údajným úmyslem vyobrazit socialistickou chilskou prezidentku Michelle Bachelet v horším světle za účelem podpory jejího konzervativního protikandidáta a pozdějšího nástupce Sebastiána Piñeru. Po této kontroverzi a kritice způsobu vedení se rozhodl Romer z pozice hlavního ekonoma Světové banky odstoupit.
V roce 2018 obdržel společně s Williamem D. Nordhausem Nobelovu cenu za ekonomii. Paul Romer byl oceněn za zahrnutí technologických inovací do dlouhodobé makroekonomické analýzy.

## Vědecká činnost
Na konci 20. století se začaly vyvíjet nové modely hospodářského růstu v reakci na sporný neoklasický model amerického ekonoma Roberta Solowa. Paul Romer svým dílem přispěl ke vzniku nové teorie endogenního růstu, která se poprvé objevila na stránkách akademického časopisu Journal of Political Economy roku 1986. Ve svém článku Increasing Returns and Long-Run Growth popisuje Romer model ekonomického růstu. Předpokládá, že vědomosti jsou vstupem do produkce a mají rostoucí marginální (mezní) produktivitu. Jde o konkurenční rovnovážný model s endogenní technologickou změnou.
Teorie endogenního růstu se zabývá rozdílem mezi rozvinutými a méně rozvinutými zeměmi. Předpokládá se, že vysvětlení spočívá v technologickém pokroku, jenž je generován silami uvnitř ekonomiky.
Jedná se o ekonomickou teorii, která se zaměřuje na pozitivní externality, efekt přelévání a ukazuje udržitelný ekonomicky rozvoj na příkladu technologického pokroku, kde je výkonnost podmíněna schopností zaměstnanců vzdělávat se při práci. Endogenní ekonomický růst je především výsledek dlouhodobého ekonomického vývoje.
Podle teorie je ekonomický růst důsledkem endogenních faktorů, nikoli exogenních, tím pádem ekonomika disponující lidským kapitálem má v dlouhodobém výhledu vyšší šance na růst a vývoj, avšak tempo ekonomického růstu je do jisté míry ovlivňováno jak politickými opatřeními, tak institucionálními podmínkami.
Například subvence na výzkum a vývoj včetně podpory investic do lidského kapitálu mohou zajistit vyšší ekonomický růst produkce v některých endogenních modelech.
V roce 2009 propagoval Paul Romer vizi tzv. charterového města. Jedná se o město, jehož systém řízení je určen jeho vlastním dokumentem (městskou chartou), nikoli místními nebo státními zákony. Takové město má právo přijmout nebo změnit svou chartu rozhodnutím většiny vlastních obyvatel.
Romer považuje daný koncept za motor ekonomického růstu v rozvojových zemích. Tvrdí, že s jinými pravidly a institucemi mohou být méně rozvinuté země nastaveny na lepší trajektorii růstu.
O vytvoření charterových měst uvažovala i vláda Hondurasu. Romer tam působil jako předseda výboru pro transparentnost, ale rezignoval v září 2012.

## Ocenění
- 1997 – jeden z „25 nejvlivnějších Američanů“ (25 Most Influential Americans, TIME)[19]
- 1999 – Distinguished Teaching Award (Stanford University’s Graduate School of Business)
- 2002 – Cena Horsta Reckenwalda
- 2018 – Nobelova cena za ekonomii

## Publikace
- 1986: Increasing Returns and Long-Run Growth. Journal of Political Economy, Vol. 94, No.5 (Oct. 1986), pp. 1002–1037
- 1990: Endogenous Technological Change. Journal of Political Economy, Vol. 98, No. 5
- 1994: New Goods, Old Theory, and the Welfare Costs of Trade Restrictions. Journal of Development Economics, No. 43 (1994), pp. 5–38
- 1996: Preferences, Promises and the Politics of Entitlement. Chapter 7 from Individual and Social Responsibility
- 2010: The New Kaldor Facts: Ideas, Institutions, Population and Human Capital. Forthcoming American Economic Journal: Macroeconomics, January 2010